# Jog/Shuttle

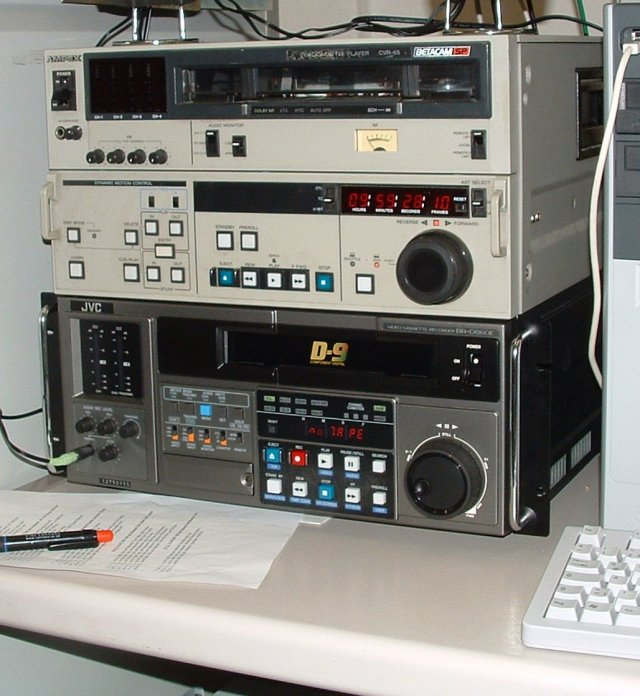
Jog/Shuttle an MAZ-Geräten (jeweils an der rechten Geräteseite)

Ein Jog/Shuttle ist ein kombiniertes Bedienelement bei Bildgebenden Geräten wie Videorecordern, Laserdisc-, DVD-Playern usw. und dient hauptsächlich zum Finden einer genauen Videoposition im Standbild-Modus. Es findet sich daher insbesondere auf Geräten, die zum Videoschnitt verwendet werden.

## Ursprung
Um 1980 setzte sich die Elektronische Berichterstattung beim Fernsehen flächendeckend durch. Dazu mussten Videobänder schnell und einzelbildgenau geschnitten und abgespielt werden. Für schnelles Arbeiten – und um die intuitiv gewohnte Bedienung der Schneidetische beibehalten zu können – wurden die elektronischen Bandmaschinen und Schnittpulte mit Jog/Shuttle-Bedienung ausgerüstet.

## Umsetzung im Broadcast-Bereich
Im Shuttle-Modus wird die Bandgeschwindigkeit und -richtung über den Drehknopf in feinen Stufen reguliert; der Knopf (am Recorder oder Schnittpult) imitiert den stufenlosen Geschwindigkeitsregler an einem Schneidetisch. Im Jog-Modus wird bei langsamem Drehen einzelbildweise vor- oder zurückgespult, so wie am Schneidetisch bei händischem Drehen der Filmspulen. Das Umschalten zwischen diesen beiden Betriebsarten erfolgt über Tasten ("Jog"/"Shuttle"). Viele Geräte bieten hier noch einen dritten Modus ("Var"); dabei funktioniert das Rad bei sehr langsamem Drehen als Jog Dial und wechselt bei plötzlicher Auslenkung in die Shuttle-Betriebsart; diese wird gehalten bis zum nächsten Erreichen von "Standbild".
Professionelle Schnittpulte besitzen je nach verfügbarem Bauraum zwei Jog/Shuttle-Bedienknöpfe für Zuspieler und Recorder.

## Übernahme im Consumer-Bereich
Da mit Consumer-Videogeräten ursprünglich typischerweise ganze Spielfilme aufgezeichnet wurden, war dieses einzelbildgenaue Arbeiten zunächst nicht notwendig. Mit Verbreitung der Camcorder Ende der 1980er-Jahre entstand auch bei Videoamateuren der Bedarf an einzelbildgenauem Schnitt. Vielfach wurden deshalb hochwertige Videorecorder mit Jog/Shuttle-Bedienung (am Gerät oder auch per Fernbedienung) ausgestattet, die über ein Fernsteuerkabel auch einzelbildgenaue Bedienung des Camcorders (als Abspieler beim Schnitt) erlaubte.
Bei der Mehrzahl der Consumer-Geräte sind die Betriebsarten in zwei Bedienelemente getrennt: Das Jog-Dial ist ein Hohlrad (mit begrenzter Auslenkung), in dessen Mitte der Drehknopf für das Jog-Dial sitzt. Im Broadcast-Bereich dagegen blieb dies die Ausnahme (im Bild das untere Gerät).

## Nichtlinearer Schnitt
Auch nach Ablösung der Bandmaschinen durch digitale Speicher wurden im Profibereich die Schnittpulte mit Jog/Shuttle-Bedienung meist beibehalten. Bei Schnittsoftware für Privatanwender wird sie oft durch das Mausrad oder Schiebregler auf dem Bildschirm nachgebildet.